# Geodena barombica
Geodena barombica là một loài bướm đêm trong họ Geometridae.